# Gorges de Boom

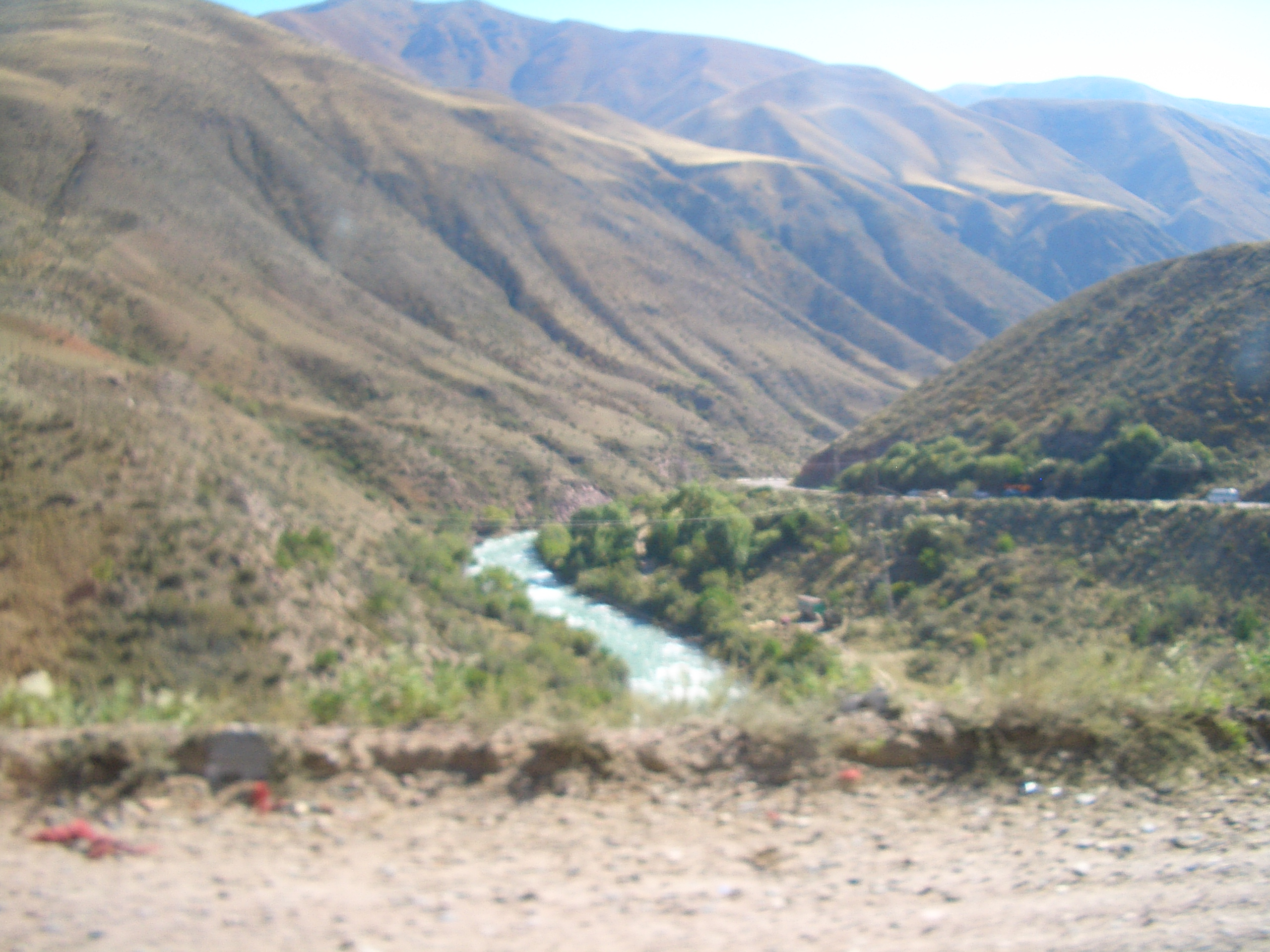
Vue sur les Gorges.

Les gorges de Boom (en kirghiz: Боом капчыгайы, en russe: Боомское ущелье; prononciation francisée: Boöm /boɔm/), sont des gorges localisée au nord du Kirghizistan, dans les Provinces de Tchouï et de Yssykköl. Elles sillonnant les Monts Tian du nord au sud. Le Tchou passe dans la partie nord des gorges avant de rejoindre la Vallée de Tchouï. Le nom de Boom a pour sens lacet, illustrant la caractères méandré du crous d'eau principal.